# Егоров, Сергей Геннадьевич
Сергей Геннадьевич Егоров (26 октября 1983, Боровичи) — российский футболист, полузащитник.
Воспитанник футбольной школы Новгорода. Первый тренер — Сергей Владимирович Сорокин. В 2000 году играл в первенстве КФК за «Кристалл-2» Смоленск. В дальнейшем выступал за команды первого и второго дивизионов «Оазис» Ярцево (2001), «Арсенал» Тула (2002—2003), «Локомотив» Чита (2004), «Торпедо» Владимир (2004—2005), «Урал» Екатеринбург (2006—2007), «Металлург-Кузбасс» Новокузнецк (2008, 2012), «Балтика» Калининград (2009), «Луч-Энергия» Владивосток (2010), «Факел» Воронеж (2011), «Динамо» СПб (2013—2014), «Зенит» Пенза (2014), «Зенит-Ижевск» (2015), «Псков-747» (2015—2016).
Летом 2015 и 2016 играл за любительский клуб «Металлург-БМР» Бокситогорск. В 2017—2019 годах играл в чемпионате Петербурга за «Маштех» и команду СТД «Петрович». В 2020—2021 годах — участник первенства III дивизиона в зоне «Северо-Запад» в составе команды «Алмаз-Антей» (Санкт-Петербург).
Окончил Смоленский государственный институт физкультуры.
Тренер в ФК «Алмаз-Антей».